# ناوشکن کلاس بالفینچ
ناوشکن کلاس بالفینچ (به انگلیسی: Bullfinch-class destroyer) یک کلاس از کشتی است که طول آن ۲۱۰ فوت (۶۴ متر) می‌باشد.